# Myotis occultus
Myotis occultus — вид рукокрилих роду Нічниця (Myotis).

## Поширення, поведінка
Проживання: Мексика, США. В Аризоні, цей кажан є найпоширенішим на висоті 1830-2806 м, але він також зустрічається набагато нижче, уздовж річок в пустинних районах. Середовища проживання в Аризоні включає ліси жовтої сосни і дубово-соснові ліси поряд з водою, цей кажан відомий також з лісистих прибережних районів в пустельних районах. Материнскі колонії були знайдені в будівлях (наприклад, на горищах покинутих будинків, в щілинах мостів і в корчах).